# Eurybia albiseriata
Eurybia albiseriata is een vlindersoort uit de familie van de prachtvlinders (Riodinidae), onderfamilie Riodininae.
Eurybia albiseriata werd in 1890 beschreven door Weymer.